# Nibrina
La nibrina (NBN o NBS1), es una proteína que en los humanos está codificada por el gen NBN.
La nibrina es una proteína asociada con la reparación de roturas de hebra doble (DSBs, double strand breaks) cuales ocasionarían serios daños al genoma. Es una proteína de 754 aminoácidos identificada como miembro del complejo de reparación de rotura de ADN de hebra doble. Este complejo reconoce daño de ADN y rápidamente se reubica a los sitios de estos daños y forma focos nucleares. También tiene una función en el control de la actividad del complejo de proteína N/M/R (MRN) que incluye procesamiento final de roturas de ADN bicatenario (DSBs).

## Respuesta celular a DSBs
La respuesta celular está actuada por sensores de daño, efectores de lesión reparación y señal transduction. La función central está llevada a cabo por ataxia telangiectasia mutado (ATM) por activar el DSB señalización cascade, phosphorylating río abajo substratos como histona H2HACHA y NBS1. NBS1 reubica a DSB sitios por interacción de FHA/BRCT ámbitos con phosphorylated histona H2HACHA. Una vez interacciona con la nibrina c-terminal hMre11-ámbito obligatorio, hMre11 y hRad50 reubica del citoplasma al núcleo entonces a sitios de DSBs. Finalmente reubican a N/M/R donde forman el foco en el sitio de daño.

## Roturas de hebra doble (DSBs)
DSBs ocurre durante V(D)J recombinación durante temprano B y T desarrollo de célula. Esto es en el punto cuándo las células del sistema inmunitario están desarrollando y el DSBs afectar el desarrollo de lymphoid células. DSBs También ocurrir en cambio de clase de la inmunoglobulina en maduro B células. Más frecuentemente, aun así, DSBs está causado por mutagenic agentes como radiomimetic sustancias químicas e ionizando radiación(IR).

## Mutaciones por roturas de ADN de hebra doble
Cuando mencionado, DSBs causa daño extremo a ADN. Mutaciones que causa reparación defectuosa de DSBs tiende para acumular un-reparó DSBs. Uno tal mutación está asociada con el síndrome de Nimega (NBS, Nijmegen breakage syndrome), una enfermedad hipersensible a la radiación. Es una rara condición recesiva autosómica hereditaria de inestabilidad cromosómica. Ha sido enlazado a mutaciones dentro de exones 6-10 en el NBS1 gen qué resultados en una proteína truncada. Características de NBS incluye microcefalia, características craneales, retardo del crecimiento y una predisposición a cáncer. Esta predisposición a cáncer puede ser enlazada al DSBs ocurriendo en el desarrollo de células linfoides.

## Fertilidad
Ortólogos de NBS1 ha sido estudiado en ratones y la planta arabidopsis. NBS1 ratones mutantes muestran sensibilidad de radiación celular y los ratones hembra son sterile debido a oogenesis fracaso. Estudios de NBS1 mutantes en Arabidopsis revelados que NBS1 tiene una función en recombinación durante etapas tempranas de meiosis.

## NBS1 sobreexpresión en cáncer
NBS1 tiene una función en reparación de roturas de hebra doble. NBS1 es a menudo sobreexpresado en cáncer de próstata, en cáncer de hígado, en esophageal squamous carcinoma de célula,
en célula no pequeña carcinoma de pulmón, hepatoma, y esophageal cáncer, en cabeza y cáncer de cuello, y en squamous carcinoma de célula de la cavidad oral.
Los cánceres son muy a menudo deficientes en expresión de uno o más genes de reparación del ADN, pero encima-la expresión de un gen de reparación del ADN es menos habitual en cáncer. Para caso, al menos 36 reparación de ADN enzimas, cuándo mutationally defectuosos en células de línea del germen, causa riesgo aumentado de cáncer (síndromes de cáncer hereditario). [La cita necesitada] (También ver reparación de ADN-desorden de deficiencia.) De modo parecido, al menos 12 reparación de ADN los genes frecuentemente han sido encontrados para ser epigenetically reprimidos en uno o más cánceres. (Ver también reparación del ADN) Normalmente, expresión deficiente de unos resultados de enzima de reparación de ADN en aumentados un-ADN reparado avería cuál, a través de errores de replicación, ventaja a mutaciones y cáncer. Aun así, NBS1 medió MMEJ la reparación es altamente inexacta, tan en este caso, encima-expresión, más que debajo-expresión, aparentemente dirige a cáncer.

## Virus del Herpes
HSV-1 infecta más de 90% de adultos sobre la edad de 50. Alphaherpesviruses Sólo puede causar el anfitrión de tener síntomas suaves, pero estos virus pueden ser asociados con enfermedad severa cuándo están transferidos a una especie nueva. Los humanos pueden incluso pase y también conseguir un HSV-1 infección de otra especie de primate. Aun así, debido a diferencias evolutivas entre especie de primate, sólo alguna especie puede pasar HSV-1 en un interspecies interacción. También, aunque HSV-1 transmisión de los humanos a otros primates de especie pueden ocurrir, hay no la transmisión sostenida sabida encadena aquello ha resultado de transmisión constante. Un estudio encontrado que Nbs1 es el más divergido en secuencia de ADN en el MRN complejo entre especie de primate diferente y que hay un grado alto de especificidad de especies, causando variabilidad en promoción del HSV-1 ciclo de vida. El mismo estudio encontrado que Nbs1 interacciona con HSV-1 ICP0 proteínas en una área de desorden estructural de la nibrina. Esto sugiere que en general, los virus generalmente interaccionan en intrínsecamente ámbitos desordenados en proteínas anfitrionas. Es posible que hay diferencias en los genomas mamíferos que crea entornos únicos para los virus. Proteínas anfitrionas que es concreto a la especie podría determinar cómo los virus tienen que adaptar para ser capaces de incendiar una infección en una especie nueva. La evolución de desorden aumentado en la nibrina beneficios el anfitrión en decrecimiento ICP0 interacción y virus hijack. Nbs1 no puede ser la proteína anfitriona única que evoluciona de este modo.
La infección por HSV-1 ha sido mostrada para resultar de la fosforilación de Nbs1. Ha sido mostrado en estudios que activación del MRN complejo y ATM bioquímico cascade es compatible para un resultante HSV-1 infección. Cuando hay un HSV-1 infección, el núcleo está reorganizado causando la formación de RCs (compartimentos de replicación) dónde expresión de gen y replicación de ADN ocurre. Proteínas en el anfitriones utilizados para reparación de ADN y respuesta de daño están necesitadas para producción de virus. ICP8, el cual es una proteína de unión a virus de cadena simple, es conocido para interaccionar con varias proteínas de reparación del ADN, como Rad50, Mre11, BRG1, y ADN-PKcs. Ul12 y ICP8 viral las proteínas funcionan juntas como recombinasa, posiblemente mostrando que mientras trabajando con los factores de recombinación del anfitrión, trabajo para formar un concatemer por recombinación homóloga estimulante. Estas proteínas pueden mover el MRN complejo hacia el viral genoma así que es capaz de promover recombinación homóloga, y para impedir recombinación no homóloga tan recombinación no homóloga puede haber anti-viral efectos. Esto posiblemente muestra que la reacción entre UL12 y MRN regula el complejo en una manera que beneficios el virus de herpes.